# Rue Phélipeaux
La rue Phélipeaux (Philipot) est une ancienne voie de Paris, aujourd'hui disparue, située dans l'ancien 6e arrondissement qui a été incorporée à la rue Réaumur au XIXe siècle.

## Situation
D'une longueur de 182 m, la rue Phélipeaux, située dans le quartier Saint-Martin-des-Champs, commençait 77-79 rue du Temple et finissait 19-26 rue Frépillon. Les numéros étaient rouges ; le dernier impair était le no 37, et le dernier pair était le no 44.

## Origine du nom
Elle paraît avoir la même étymologie que la rue Frépillon, dont elle a longtemps porté le nom, qui devait son nom à la famille Ferpillon, qui y demeurait au XIIIe siècle et dont la dénomination a été altérée au fil du temps,.

## Historique
Cette rue bâtie en 1360 sous le nom de « rue Frépaut » portait toujours ce même nom en 1397 avant de s'appeler « rue Frapaut » au XVe siècle, « rue de Freppault » vers 1450,  « rue Fripaux » et « rue Frepaux » en 1560, rue Frapault en 1636, « rue Phelipot » sur plusieurs plans du XVIIe siècle, « rue Philipot » et « rue Philippot » au début du XVIIIe siècle et enfin « rue Phélipeaux »,,.
La rue disparue, en 1858, lors de la prolongation de la rue Réaumur entre la rue Volta et la rue du Temple.